# SEAT Córdoba

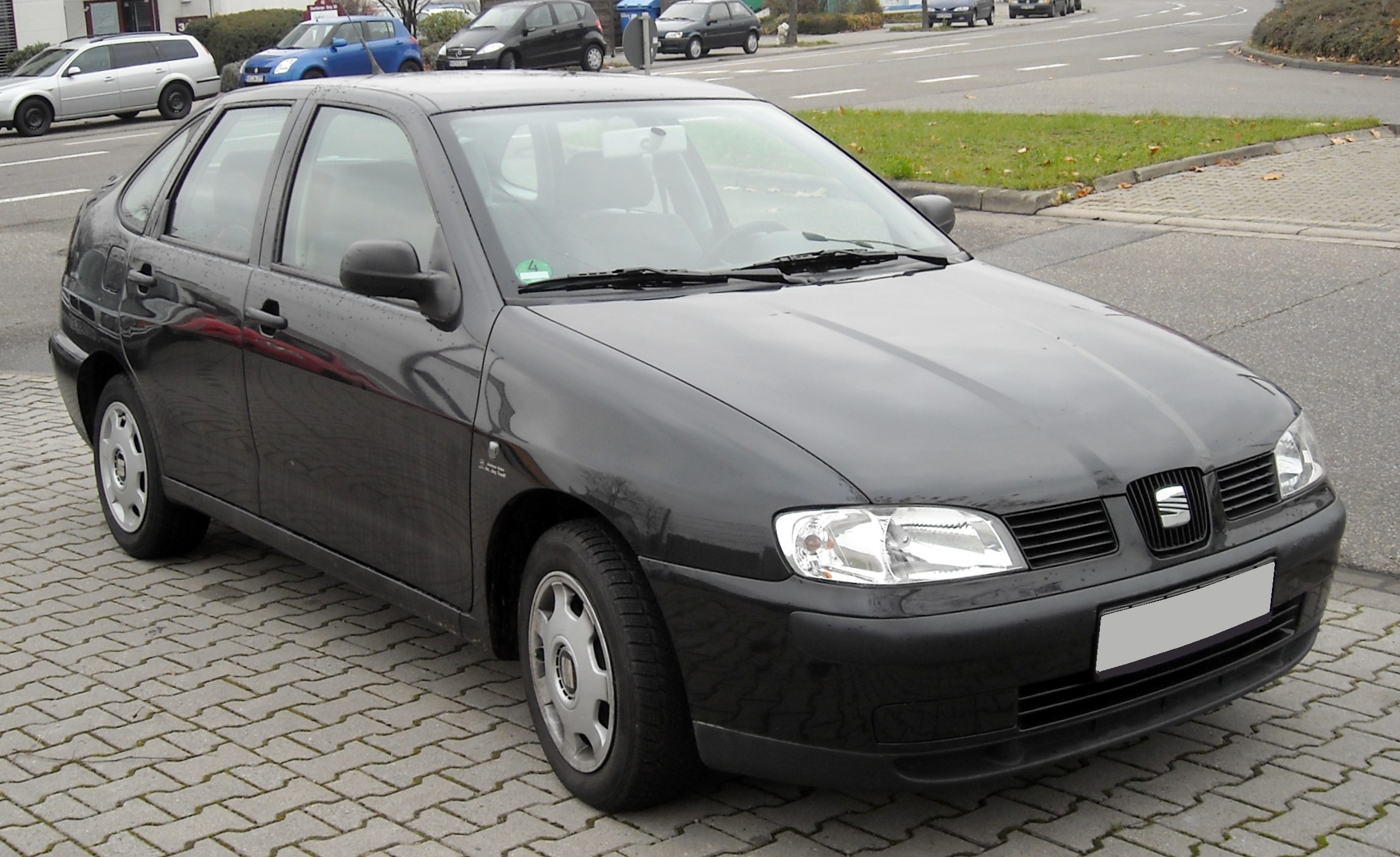
Seat Córdoba I.

De SEAT Córdoba is een personenauto, geproduceerd door het Spaanse SEAT. Het is de sedanversie van de SEAT Ibiza.
De eerste Córdobas werden gebouwd in 1993 en waren gebaseerd op de derde generatie Ibiza, die ook voor het eerst vrijwel geheel uit Volkswagen-onderdelen bestond. In 1999 werd het model gefacelift en in 2003 kwam de tweede generatie van de Córdoba op de markt. De Córdoba-productie werd gestaakt in november 2008.

## Eerste generatie (1993-2002)
De eerste generatie Córdoba werd gepresenteerd op de Internationale Automobilausstellung in Frankfurt in 1993 en was ontworpen door de Italiaanse ontwerper Giorgetto Giugiaro. Het was de opvolger van de SEAT Málaga, waarvan de productie al was geëindigd in mei 1991, en vulde het SEAT-programma aan als sedanvariant van de Ibiza, aanvankelijk alleen als vierdeurs. De SEAT Córdoba stond op hetzelfde platform als de Volkswagen Polo en Skoda Fabia.
De motoren in de Córdoba waren eveneens afkomstig van de Volkswagen Group. Er waren 1,2, 1,4 en 1,6 liter benzinemotoren en 1,4 en 1,9 liter dieselmotoren leverbaar.
Van de Córdoba waren twee variaties op de vierdeurs sedanversie beschikbaar. De Córdoba Vario was een stationwagen die gebouwd werd van 1996 tot 2003. Er bestond ook een coupéversie van de Córdoba, die werd gebouwd van 1996 tot 2003 en in eerste instantie als Córdoba SX op de markt werd gebracht, later werd deze alleen maar aangeduid als tweedeurs. Deze Córdoba coupé deed ook mee aan de Wereldkampioenschap rally (WRC).

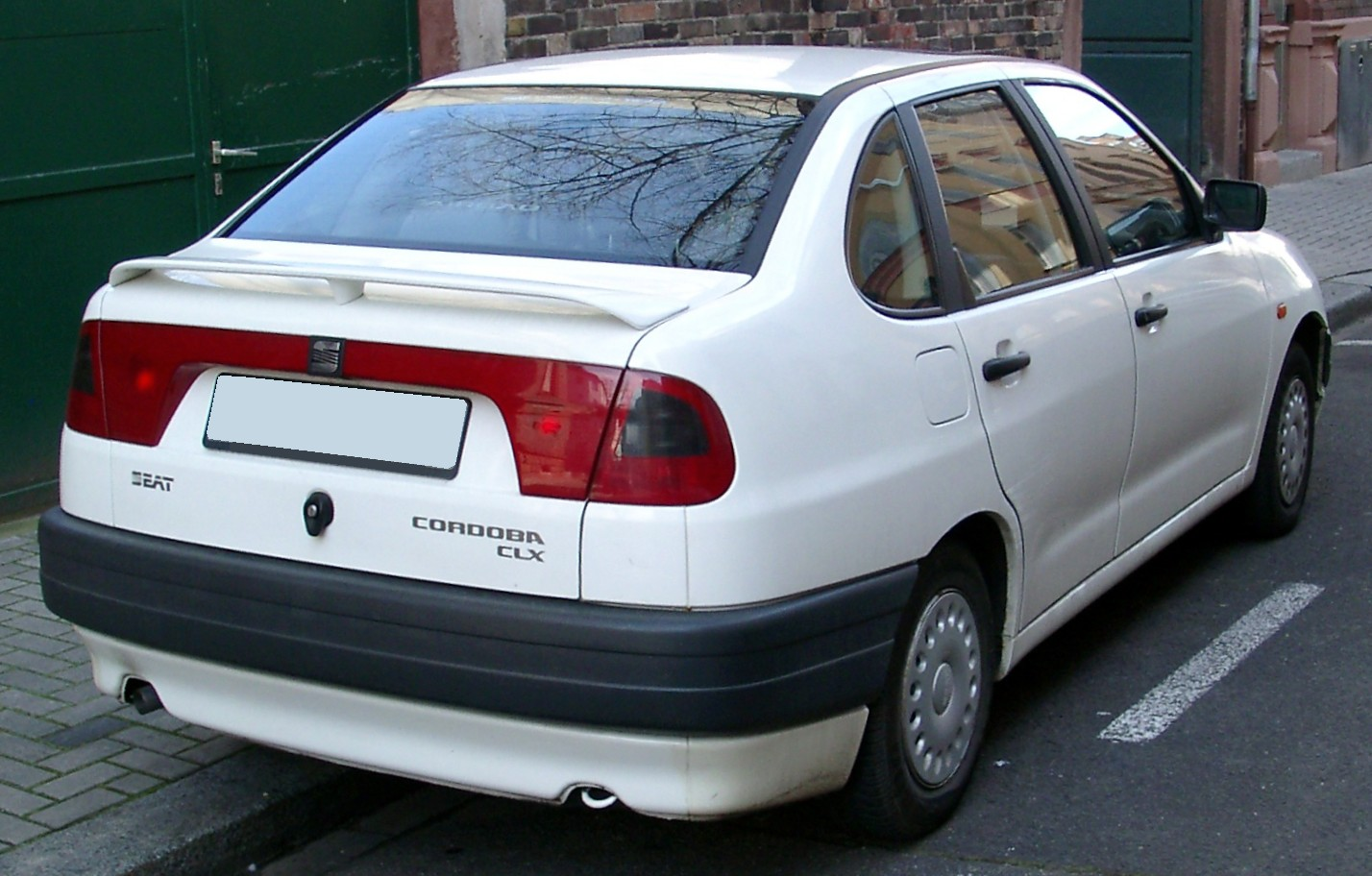
Achteraanzicht
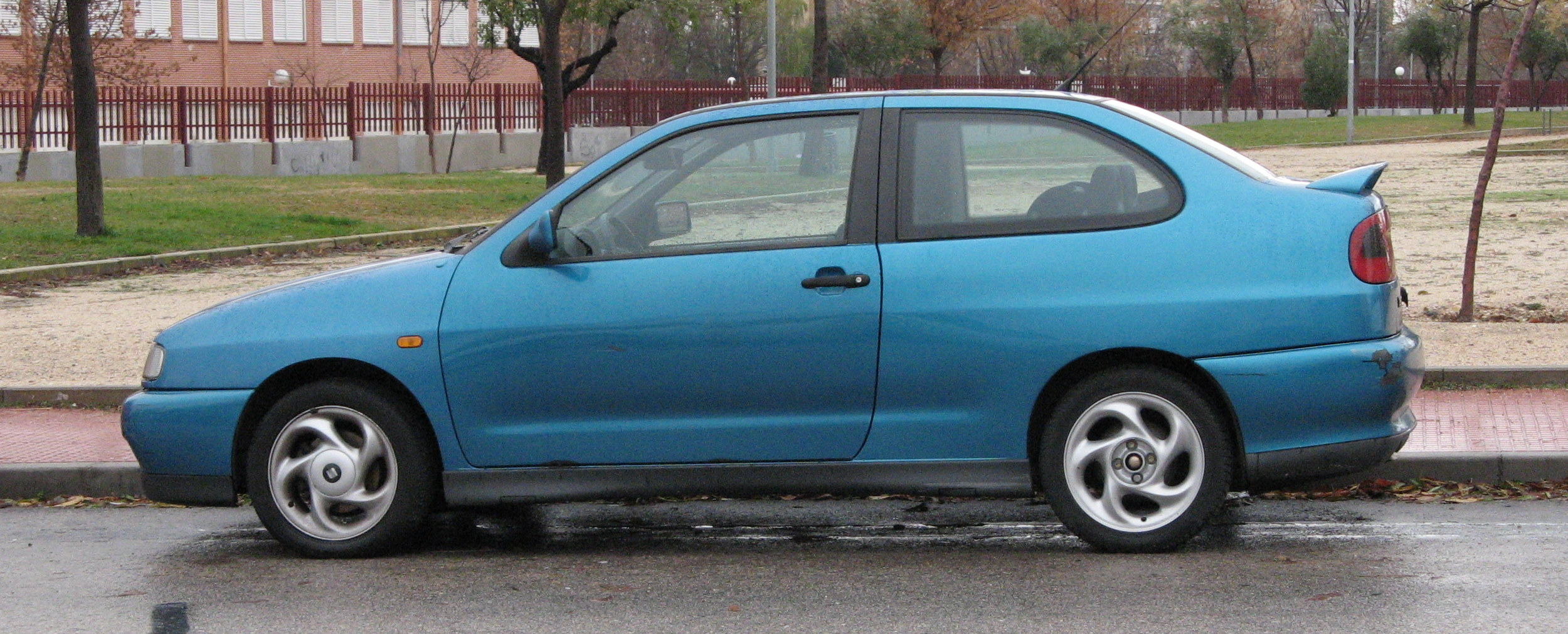
Córdoba 2-deurs (1996-1999)
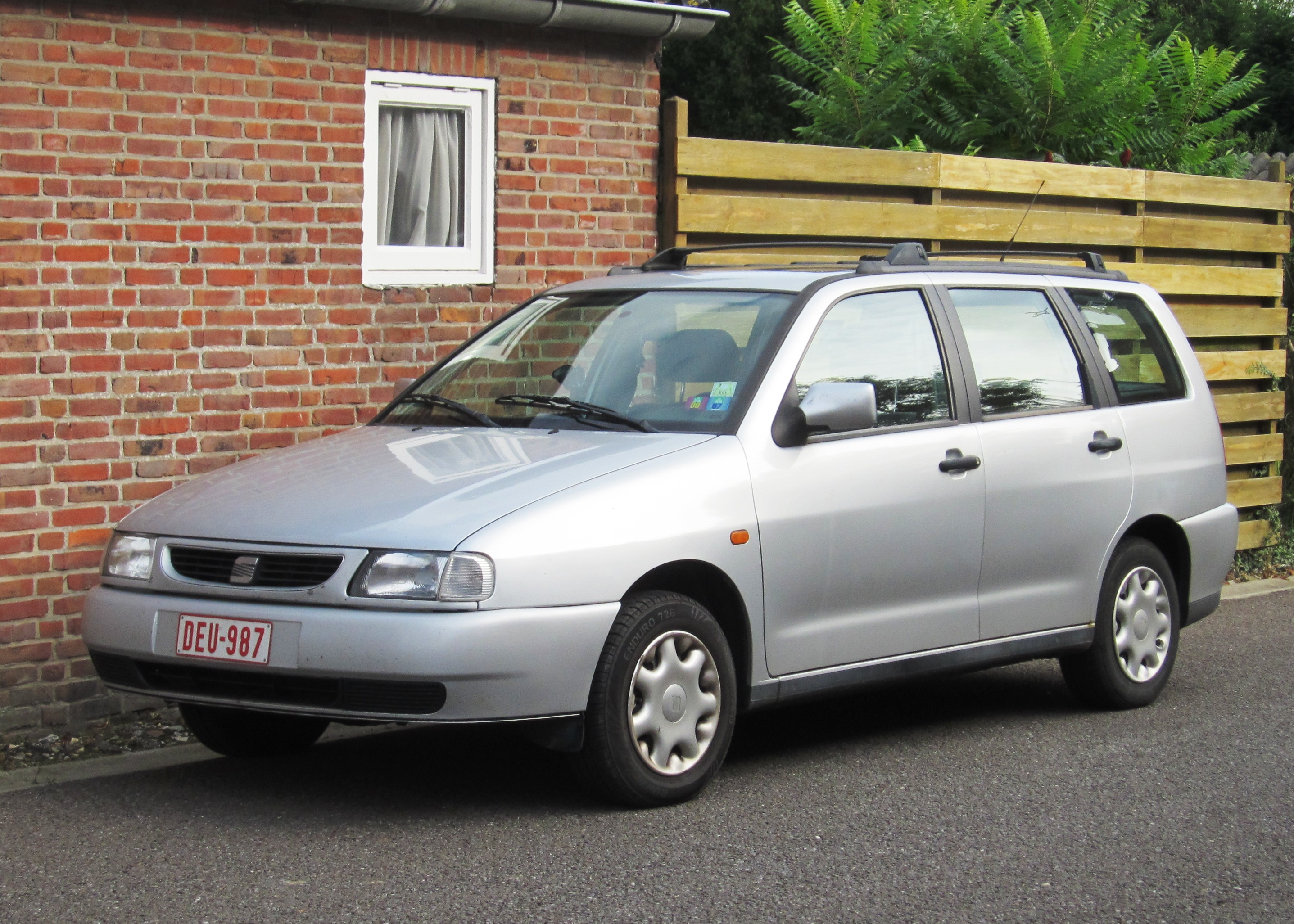
Córdoba Vario (1996-1999)

### Facelift
Een herziene SEAT Córdoba kwam in de zomer van 1999 naar de dealers. Net als voorheen waren er de twee- en vierdeurs sedan en de vijfdeurs stationwagon met de toevoeging Vario. De verschillende uitrustingsniveaus werden aangeduid met toevoegingen als Stella en Signo.

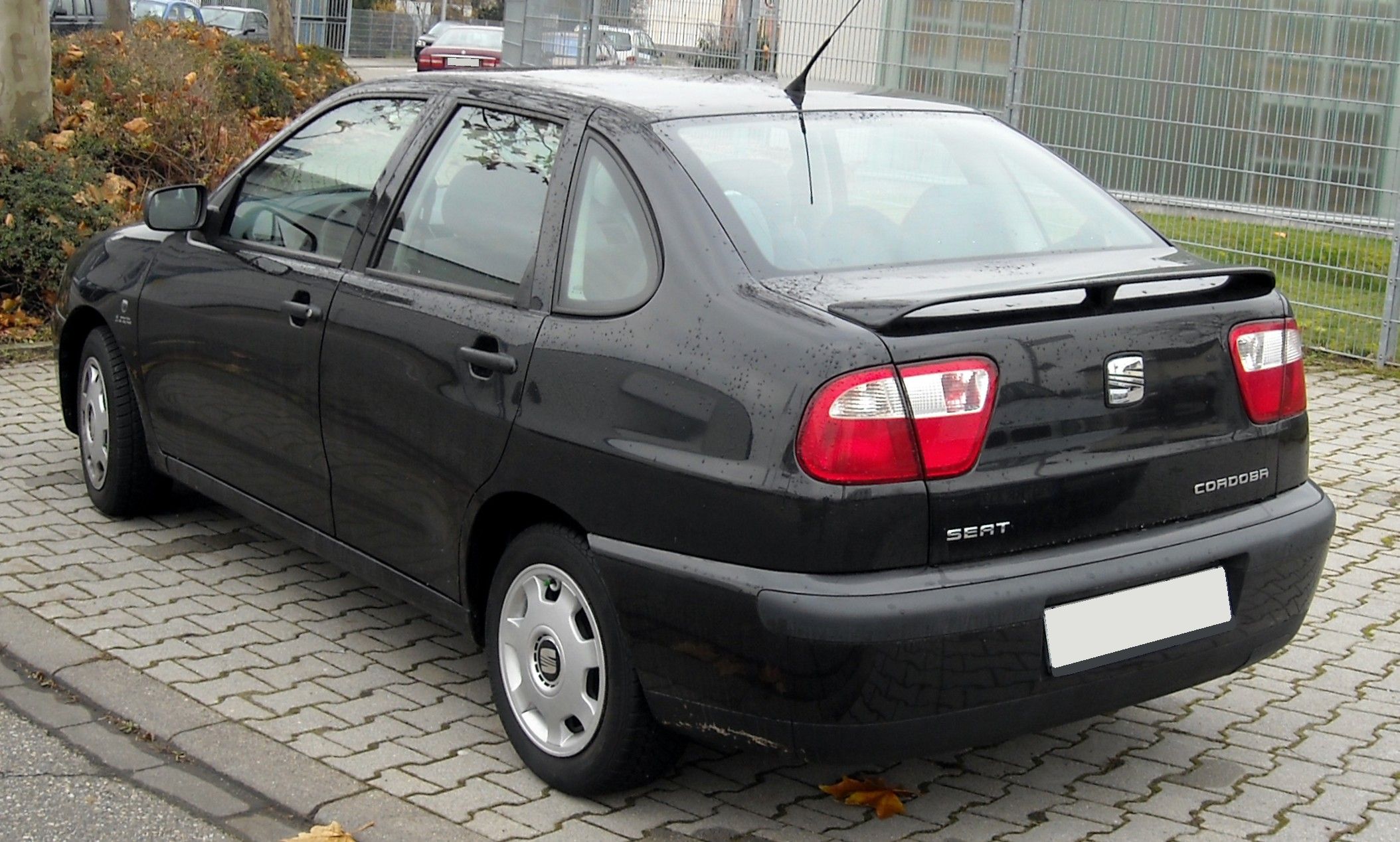
Gefacelifte Córdoba, achteraanzicht
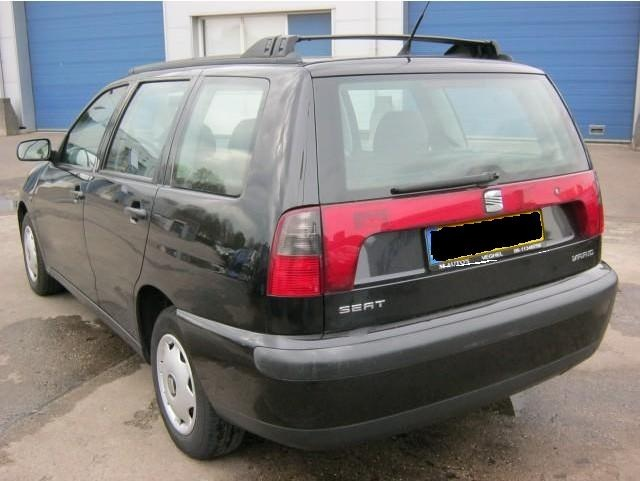
Córdoba Vario (1999–2002)

## Tweede generatie (2002-2008)

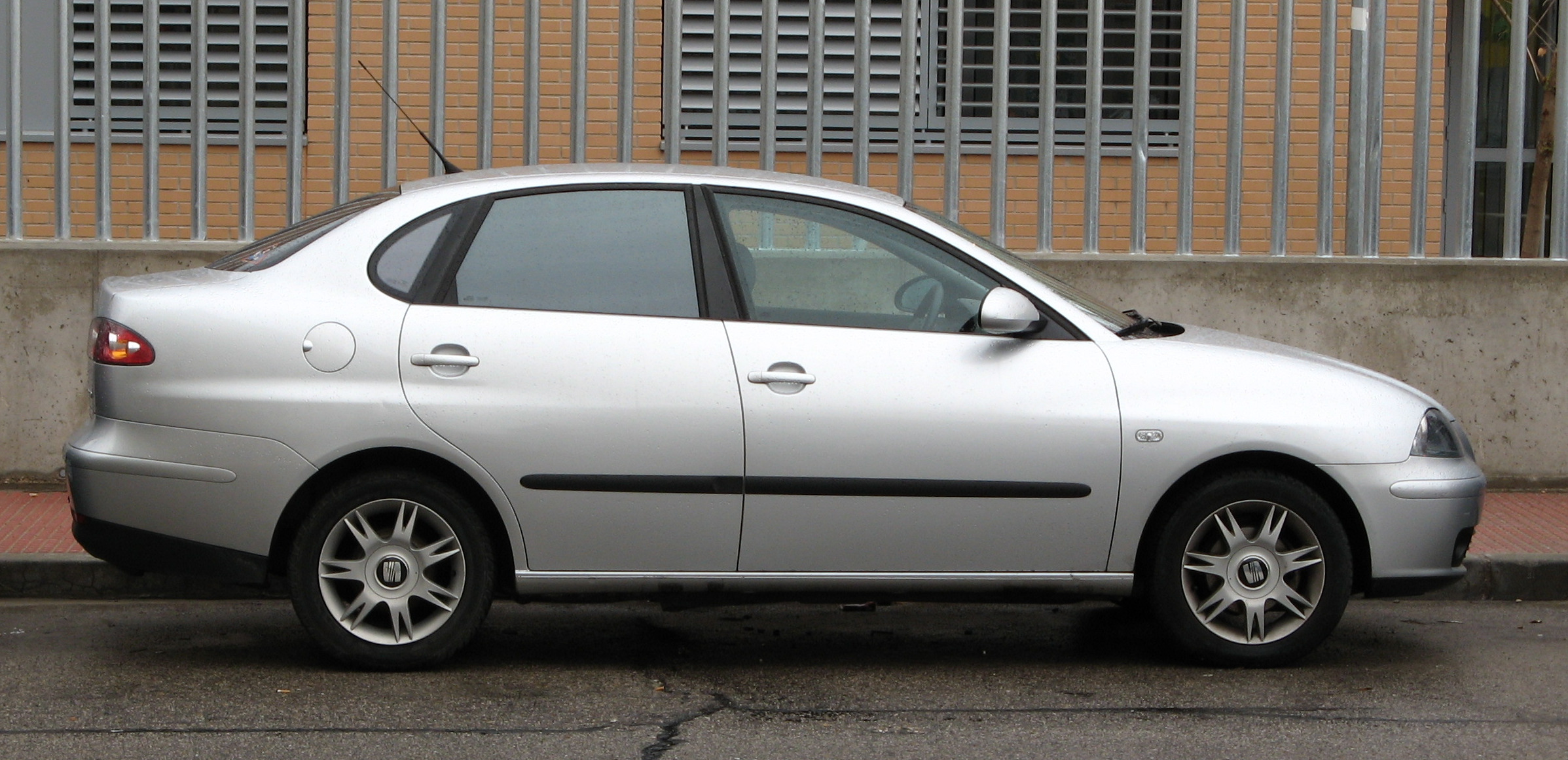
Córdoba van de tweede generatie

De tweede generatie Córdoba werd geïntroduceerd in oktober 2002, een half jaar na Ibiza. Het was een ontwerp van Walter de'Silva, het aanbod was echter voortaan beperkt tot een vierdeurs sedan.
Sedans op basis van succesvolle hatchbacks waren zelden een verkoopsucces in Europa en de Córdoba kon daar weinig aan veranderen. De productie werd gestaakt in november 2008.

## Positionering en opvolging
De Córdoba was twee generaties lang een op de Ibiza gebaseerde B-segmenter met een flinke bagageruimte die groter was dan gebruikelijk in het B-segment, maar kleiner dan het C-segment. De auto viel dus tussen een Polo met kofferbak en een Vento in. In 2009 werd in dit segment een nieuwe auto gepresenteerd, de tweede generatie SEAT Toledo. In de tijd van de Córdoba was er al ook een Toledo te koop. Deze was gebaseerd op de Volkswagen Golf, maar was voorzien van een flinke kofferbak met vijfde deur. Hierdoor viel ook deze auto tussen twee segmenten in. Later, van 2004 tot 2009, werd de Toledo een sedanvariant van de MPV SEAT Altea.

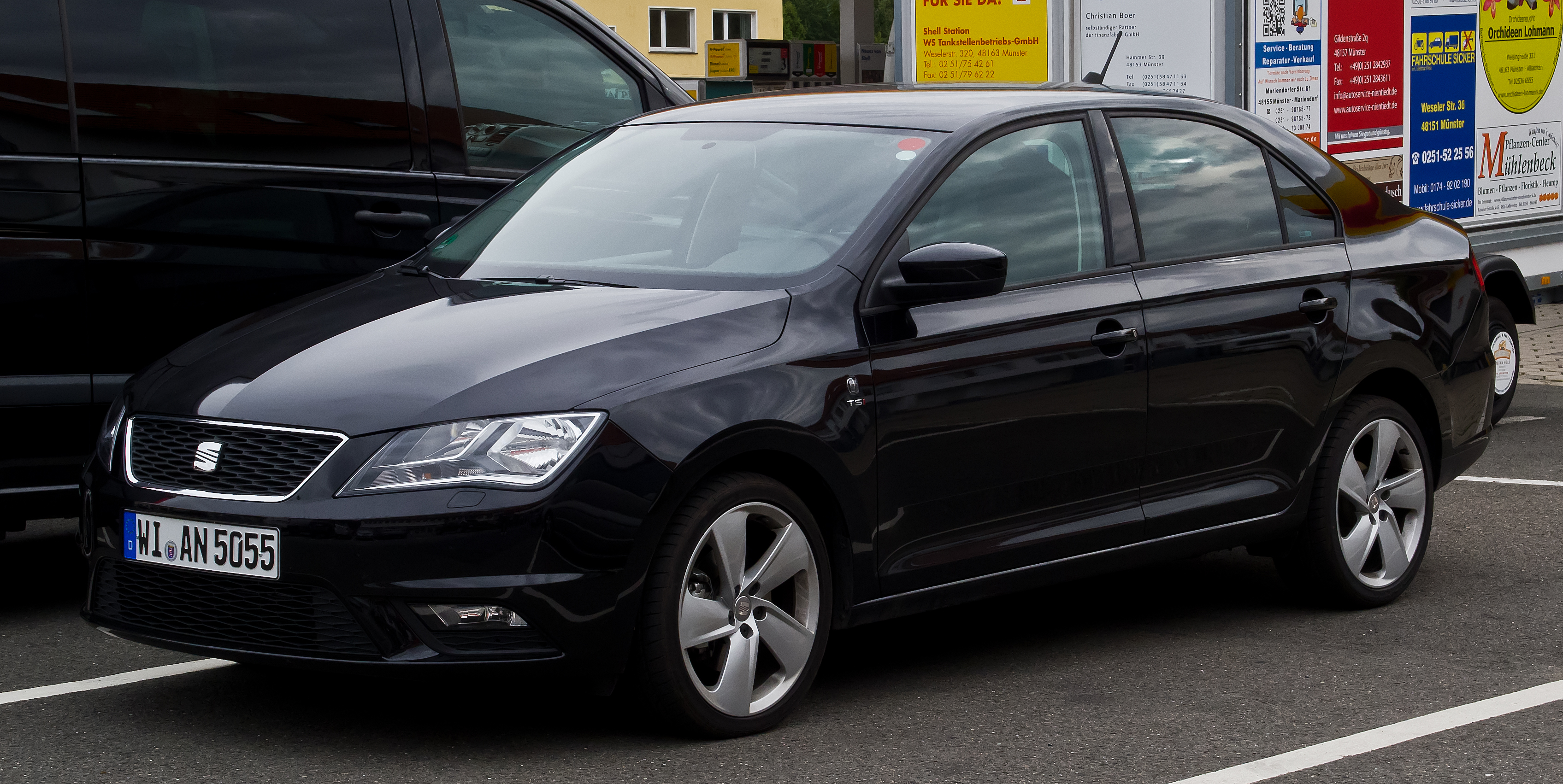
SEAT Toledo als (late) opvolger van de Córdoba

Sinds 2012 is de naam Toledo opnieuw verbonden aan een B-segmenter, het is de Spaanse variant van de Škoda Rapid die wordt gebouwd bij Škoda in Mladá Boleslav (Tsjechië). De voor- en achterkant zijn door SEAT opnieuw ontworpen en de ophanging is iets anders afgesteld dan bij de Škoda. Hoewel eigenlijk geen sedan maar een liftback, kan de Toledo qua positionering worden gezien als de (late) opvolger van de Córdoba, waarmee de naam Córdoba voorlopig ten einde komt.
Huidige modellen:
Ibiza · 
Arona ·
Leon ·  
Ateca ·
Tarraco
Oudere modellen:
600 · 
850 · 
1200 · 
1400 · 
1430 · 
1500 · 
124 · 
127 · 
128 · 
131 · 
132 · 
133 · 
Ritmo · 
Ronda · 
Fura · 
Málaga · 
Panda · 
Marbella · 
Terra · 
Inca · 
Arosa · 
Córdoba · 
Toledo · 
Altea (XL) · 
Exeo · 
Alhambra ·
Mii